# Front Autonòmic
El Front Autonòmic va ser una agrupació electoral basca formada pel PNB, el PSE-PSOE, en la qual també van participar independents i membre d'ESEI, que va presentar candidatures al Senat a les Eleccions Constituents de 1977 a Espanya.
Va sorgir com a plataforma comuna de nacionalistes i socialistes bascos per a defensar en el procés constituent que s'obria en Espanya a partir de 1977 la concessió d'un estatut d'autonomia al País Basc i Navarra. El Front Autonòmic va presentar candidatures a Biscaia, Guipúscoa i Navarra. Des d'una perspectiva contemporània pot sorprendre que aquest front s'estengués també a Navarra, però en aquella època el PSOE era encara partidari de concedir un estatut d'autonomia comuna al País Basc i Navarra, estant el PSOE de Navarra integrat dintre del PSE-PSOE. En els anys següents a l'aprovació de l'estatut navarrès els socialistes d'aquest territori van començar a actuar de manera diferenciada i posteriorment el PSOE de Navarra abandonaria el PSE-PSOE i formaria una federació independent dintre del PSOE, el Partit Socialista de Navarra.
A Guipúscoa i Biscaia els seus 6 candidats al Senat van ser els més votats i van obtenir acta de senador, entre ells l'històric líder socialista Ramón Rubial. A Àlaba el Front Autonòmic no es va presentar com a tal, però PNB i PSE-PSOE van presentar un únic candidat per partit al Senat (es poden presentar fins a tres), el que va facilitar que els dos fossin triats al sumar-se vots de nacionalistes i socialistes. A Àlaba també va ser escollida una altra candidatura independent afí al Front Autonòmic. Per tot això cap dir que en el País Basc els candidats (i afins) del Front Autonòmic van obtenir 9 de les 12 actes de senador del territori. Comptant Navarra, els seus resultats van ser 10 escons de 16. A Navarra el Front Autonòmic solament va poder col·locar a un dels seus tres candidats en el Senat, el nacionalista Manuel de Irujo, en ser superats en vots pels 3 candidats de UCD.
D'aquesta forma, foren escollits els següens membres del Front:
- Álava: Luis Alberto Aguiriano (PSOE), Ramón Bajo Fanlo (independent), Ignacio Oregui Goenaga (PNB).
- Guipúzcoa: Federico Zabala (PNB), Gregorio Monreal (ESEI) i Enrique Iparraguirre (PSOE)
- Navarra: Manuel de Irujo (PNB)
- Vizcaya: Mitxel Unzueta Uzcanga (PNB), Juan María Vidarte de Ugarte (independent) i Ramón Rubial (PSOE).